# وليام ويليامز (طبيب)
وليام ويليامز (بالإنجليزية: William Williams)‏ (ولد في 1855 أو 1856 - توفي في 1911)؛ هو طبيب ويلزي وعضو في الكلية الملكية للجراحين حاصل على دبلوم في الصحة العامة في عام 1888، حصل على درجة الماجستير في عام 1894.